# Pessola
Pessola è una frazione del comune di Varsi, in provincia di Parma.
La località dista 4,28 km dal capoluogo.

## Geografia fisica
La frazione sorge alla quota di 784 m s.l.m., sul versante sinistro della val Pessola, ai piedi del monte Dosso; l'abitato è affiancato a est dal rio del Merlo e a ovest dal rio della Gottea, entrambi affluenti del torrente Pessola.

## Storia
La più antica testimonianza della presenza dell'uomo nella zona di Pessola è databile all'età del rame; risale infatti a quell'epoca un'ascia in diorite verde, rinvenuta nel XIX secolo nei pressi della chiesa e successivamente collocata nei musei civici del palazzo Farnese di Piacenza.
In epoca medievale nel piccolo borgo fu edificato un castello a difesa della vallata, probabilmente per volere di Armando da Pessola, che fu costretto ad alienarlo nel 1271 al Comune di Piacenza.
In seguito il feudo passò ai marchesi Pallavicino di Pellegrino, unitamente a Carpadasco, alla val Mozzola, alla val Cenedola e alla valle dello Stirone.
Nel 1428 il castello di Pellegrino fu assaltato dalle truppe del duca di Milano Filippo Maria Visconti, guidate dal capitano di ventura Niccolò Piccinino; il marchese Manfredo Pallavicino fu arrestato e costretto sotto tortura a confessare di aver congiurato contro il Duca, che lo condannò a morte e incamerò tutti i suoi beni. Nel 1438 il Visconti investì del feudo e di tutte le terre annesse il Piccinino, al quale succedettero nel 1444 i figli Francesco e Jacopo.
Nel 1472 il duca Galeazzo Maria Sforza assegnò Pellegrino e le pertinenze di Pessola, Carpadasco, Rubbiano, Mariano, Mercato, Careno, Ceriato, Metti, Pozzolo, Rigollo, Besozzola, Montesacco, Iggio, Aione, Borla, Varone, Val Mozzola e Gusaliggio al cugino Lodovico Fogliani, al quale concesse la facoltà di aggiungere al proprio il cognome Sforza.
L'ultimo marchese Giovanni Fogliani Sforza d'Aragona, dal 1755 viceré di Sicilia, nel 1759 rinunciò ai propri feudi in favore di Federico Meli Lupi di Soragna, figlio di sua sorella; il figlio Carlo alla sua morte ereditò i diritti e li mantenne fino alla loro abolizione sancita nel 1805 dai decreti napoleonici.
In seguito Pessola divenne frazione del nuovo comune (o mairie) di Varsi.

## Monumenti e luoghi d'interesse

### Chiesa di Santa Maria Immacolata

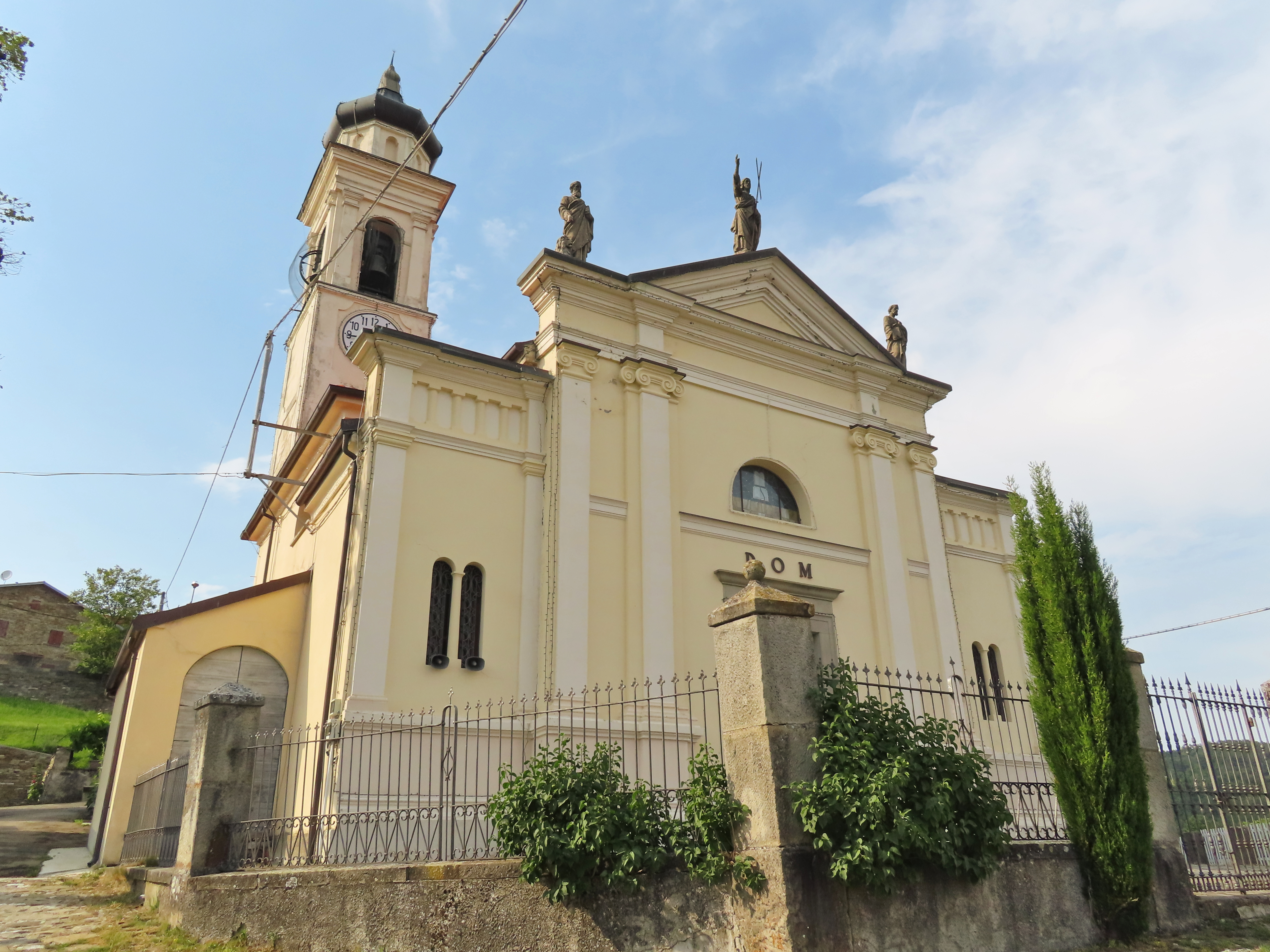
Chiesa di Santa Maria Immacolata

Menzionata per la prima volta nel 1352, la chiesa originaria fu ricostruita nel corso del XVII secolo; danneggiata pesantemente da una frana nel 1856, fu in seguito abbattuta e completamente riedificata in forme neoclassiche tra il 1859 e il 1860; restaurata nel 1957, fu risistemata nella zona del presbiterio nel 1976. Il luogo di culto, caratterizzato dalla facciata a salienti decorata con lesene ioniche e grandi statue in cemento, è ornata internamente con paraste doriche e affreschi.

### Castello
Edificato probabilmente intorno alla metà del XIII secolo da Armando da Pessola, il castello fu da questi alienato nel 1271 al Comune di Piacenza; acquisito successivamente dai marchesi Pallavicino di Pellegrino, fu assegnato nel 1348 a Niccolò Piccinino; concesso in feudo nel 1472 a Ludovico Sforza Fogliani, fu ereditato nel 1759 da Federico Meli Lupi di Soragna; abbandonato da tempo, cadde in completa rovina fino alla sua completa scomparsa tra il XIX e il XX secolo.